# Винево
Винево е село в Южна България. То се намира в община Минерални бани, област Хасково.